# یواس‌اس چپاچت (ای‌او-۷۸)
یواس‌اس چپاچت (ای‌او-۷۸) (به انگلیسی: USS Chepachet (AO-78)) یک کشتی بود که طول آن ۵۲۳ فوت ۶ اینچ (۱۵۹٫۵۶ متر) بود. این کشتی در سال ۱۹۴۳ ساخته شد.